# 19638 Johngenereid
19638 Johngenereid è un asteroide della fascia principale. Scoperto nel 1999, presenta un'orbita caratterizzata da un semiasse maggiore pari a 2,7558335 UA e da un'eccentricità di 0,0379871, inclinata di 5,75937° rispetto all'eclittica.